# Clase Ōtori
La clase Ōtori fue una clase de torpederos compuesta de ocho unidades, que sirvieron en la Armada Imperial Japonesa durante la Segunda Guerra Mundial. Tan sólo el Kiji sobrevivió a la guerra, siendo todos los demás hundidos por ataques aéreos o submarinos.

## Origen
Tras el problema generado por el incidente Tomozuru, la construcción de los torpederos clase Chidori quedó detenida tras su cuarto miembro. Dado que estaba autorizada la construcción de más unidades, las lecciones aprendidas con el Tomozuru llevaron al desarrollo de una clase corregida y mejorada, la clase Ōtori.

## Servicio
Tras ser autorizados en 1934, los ocho buques de la clase fueron asignados entre 1936 y 1937. Sus misiones cambiaron a lo largo de la guerra, a medida que las necesidades cambiaban, pero básicamente se dedicaron a la escolta de convoyes, aunque formaron parte del bloqueo a Manila al principio de la guerra, y transportaron soldados y equipo durante la Campaña de las Islas Salomón.

## Torpederos de la clase Ōtori
- Ōtori (鴻?)
- Hiyodori (鵯?)
- Hayabusa (隼?)
- Kasasagi (鵲?)
- Kiji (雉?)
- Kari (雁?)
- Sagi (鷺?)
- Hato (鳩?)